# Shangrao
Shangrao (kinesisk skrift: 上饶; pinyin: Shàngráo) er en by på præfekturniveau i provinsen Jiangxi i det centrale Kina. Præfekturet har et areal på 22.784 km², og en befolkning på 7.030.000 mennesker (2007).
Dialekten wu tales i Shangrao. Siden 1960'erne er der udvundet uran i området, som dermed har fået en central betydning for opbygningen af Kina som atommagt.

## Administrative enheder
Shangrao består af et bydistrikt, et byamt og ti amter:
- Bydistriktet Xinzhou (信州区), 309 km², 372.000 indbyggere, sæde for lokalregeringen;
- Byfylket Dexing (德兴市), 2.101 km², 304.000 indbyggere;
- Amtet Shangrao (上饶县), 2.240 km², 716.000 indbyggere;
- Amtet Guangfeng (广丰县), 1.378 km², 801.000 indbyggere;
- Amtet Yushan (玉山县), 1.723 km², 554.000 indbyggere;
- Amtet Wuyuan (婺源县), 2.947 km², 337.000 indbyggere;
- Amtet Yiyang (弋阳县), 1.593 km², 367.000 indbyggere;
- Amtet Hengfeng (横峰县), 655 km², 197.000 indbyggere;
- Amtet Poyang (鄱阳县), 4.215 km², 1 439.000 indbyggere;
- Amtet Yugan (余干县), 2.331 km², 895.000 indbyggere;
- Amtet Wannian (万年县), 1.141 km², 365.000 indbyggere;
- Amtet Yanshan (铅山县), 2.178 km², 413.000 indbyggere.

## Trafik
Kinas rigsvej 320 går gennem området. Den begynder i Shanghai og går mod sydvest til grænsen mellem provinsen Yunnan og Burma. Undervejs passerer den blandt andet Hangzhou, Nanchang, Guiyang, Kunming og Dali.
28°26′31″N 117°57′48″Ø / 28.44194°N 117.96333°Ø